# Isla Pernambuco
Isla Pernambuco är en ö i Colombia.   Den ligger i departementet Antioquía, i den centrala delen av landet, 240 km norr om huvudstaden Bogotá.